# Judea romana

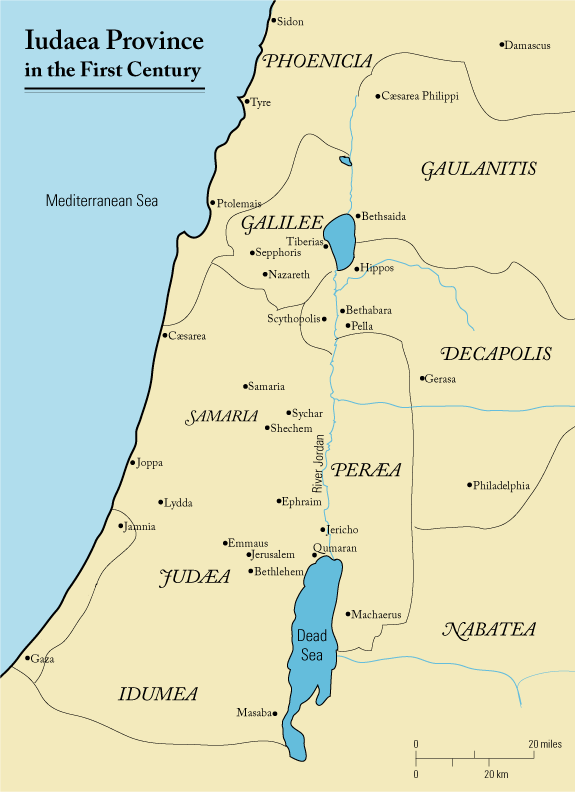
La província de Judea en el segle I

Judea (hebreu: יהודה, hebreu modern Yehuda tiberià Yehûḏāh, "Lloança de Déu"; grec: Ιουδαία; llatí: Iudaea) fou una divisió administrativa romana sota l'autoritat d'un prefecte (militar) o procurador (civil) depenent del governador de la província de Síria.

## Història
L'any 41 Claudi la va incloure al regne del seu amic Herodes I Agripa, però la unió només va durar fins a la seva mort el 44 i es va retornar a la situació anterior. El 66 va esclatar la revolta dels jueus, però Galilea fou reconquerida pels romans el 67, i Judea i Idumea el 68; Samaria va ser dominada entre el 69 i el 70 i el temple fou destruït l'any 70; la resistència a Masadà va durar fins al 73.
Fins a l'any 41 Judea fou una prefectura i després del 44 una procuradoria. Després de la revolta de Bar kochba (132-135) es va establir la província de Palestina oficialment província de Síria-Palestina.
La capital fou Cesarea.
Una vegada deposat Arquelau l'any 6 (vegeu Regne de Judea) el seu domini fou unit a la província de Síria sota administració d'un prefecte o un procurador subordinat del governador de Síria. El mateix va passar quan va morir Herodes Filip, fins que Cal·lígula va formar un regne per Herodes Agripa, al que es va afegir la tetrarquia de Lisànies i més tard, deposat Herodes Antipes, també la seva; Claudi hi va afegir Judea i Samària, però a la seva mort el regne va revertir a Roma, tornant a quedar unit a la província de Síria. A la mort d'Herodes rei de Calcis, aquest territori fou donat a Herodes Agripa II, però bescanviat per les tetrarquies d'Herodes Filip i Lisànies a les que Neró va afegir part de Galilea (la part tocant al llac Tiberíades) i la ciutat de Julias a la Decàpolis. Aquestos dominis van tornar a Roma en temps de Trajà.
Es va establir una divisió en toparquies que Flavi Josep i Plini el Vell esmenten (Plini n'esmenta 10 i Josefus 8):
- Jericó
- Emmaus
- Lydda
- Joppa
- Acrabata
- Gophna
- Thamna
- Bethleptaphene (Pel·la?)
- Oreine (on era Jerusalem)
- Herodium

Hi havia dos cohorts auxiliats a Jerusalem a la fortalesa Antònia amb uns mil homes, i una tercera cohort a Cesarea, la capital. Dos cohorts d'infanteria (una d'elles la Cohors I Sebastenorum formada per samaritans) i una de cavalleria (Ala I Sebastenorum formada per samaritans) servien per tota la província. Altres tres cohorts eren la Cohors Prima Italica Civium Romanorum, la Cohors Secunda Italica Civium Romanorum i la Cohors Prima Augusta (d'italians). De la darrera cohort no es coneix el nom. Després de l'any 70, la Legio X Fretensis, sota comandament del procurador, va estacionar permanement a Judea.

## Prefectes
- Coponi (Coponius) 6-9
- Marc Ambíbul (Marcus Ambibulus) 9-12
- Anni Ruf (Annius Rufus) 12-15
- Valeri Grat (Valerius Gratus) 15-26
- Ponci Pilat (Pontius Pilatus) 26-36
- Marcel (prefecte) (Marcellus) 36-37
- Marule (Marulus) 37-41
- Al regne d'Herodes II Agripa 41-44

## Procuradors
- Cuspi Fade (Caius Cuspius Fadus) 44-47
- Tiberi Juli Alexandre (Tiberius Julius Alexander) 47-48
- Pau Ventidi Cumà (Paulus Ventidius Cumanus) 48-52
- Marc Antoni Fèlix (Marcus Antonius Felix) 52-58
- Porci Fest (Porcius Festus) 58-60
- Lucceu Albí (Lucceius Albinus) 60-64
- Gessi Flor (Gesius Florus) 64-66
- Revolta jueva 66-73
- Sext Vettulè Cerialis 70-71
- Licili Bas 71-73
- Liveri Màxim 71-73
- Flavi Silvi 73-81
- Gneu Pompeu Longí vers 86
- Epuri Hermetidi Campà vers 93
- Àttic vers 100
- Gai Juli Quadrat Bas 103-105
- Quint Rosci Celi Pompeu Falcó 105-107
- Tiberià vers 114
- Guerra romano-jueva 115-117
- Quint Lusi Quiet 116-117
- Quint Tineu Ruf vers 132
- Gai Quint Cert Publi Marcel vers 135